# هدار (نبراسکا)
هدار(به انگلیسی: Hadar) شهری در ایالت نبراسکا کشور ایالات متحده آمریکا است که جمعیت آن در سرشماری سال ۲۰۱۰ میلادی، ۲۹۳ نفر بوده‌است.